# Diocèse de Culiacán
Le diocèse de Culiacán (en latin : Dioecesis Culiacanensis ; en espagnol : Diócesis de Culiacán) est un diocèse de l'Église catholique du Mexique, suffragant de l'archidiocèse de Hermosillo.

## Territoire

Le diocèse de Culiacán en rouge sur la carte du Mexique

Il comprend les municipalités d'Ahome, Angostura, Badiraguato, Choix, Culiacán, El Fuerte, Guasave, Mocorito, Navolato, Salvador Alvarado et Sinaloa de l'État de Sinaloa.
Il possède un territoire d'une superficie de 40 674 km2 divisé en 121 paroisses. Le siège épiscopal est dans la ville de Culiacán où se trouve la cathédrale-basilique Notre-Dame-du-Rosaire.

## Historique
Le diocèse de Sinaloa est érigé le 24 mai 1883 par la bulle Catholicae professionis auctor du pape Léon XIII en prenant une partie du territoire du diocèse de Sonora (aujourd'hui archidiocèse de Hermosillo).
Il cède une portion de territoire le 22 novembre 1958 pour l'érection du diocèse de Mazatlán. L'année suivante, il prend son nom actuel en vertu du décret Quum Apostolicis du 16 février 1959 de la congrégation des évêques.
Par la lettre apostolique Magnopere quidem du 9 janvier 1991, le pape Jean-Paul II décrète que saint Joseph est le patron principal du diocèse.
Nommé suffragant de l'archidiocèse de Durango lors de sa création, il intègre la province ecclésiastique de l'archidiocèse de Hermosillo le 25 novembre 2006.

## Évêques
- José de Jesús María Uriarte y Pérez (9 août 1883 - 26 mai 1887)
- José María de Jesús Portugal y Serratos, O.F.M (1 octobre 1888 - 28 novembre 1898), nommé évêque de Saltillo
- José Homobono Anaya y Gutiérrez (28 novembre 1898 - 9 novembre 1902), nommé évêque de Chilapa
- Francisco Uranga y Sáenz (25 juin 1903 - 18 décembre 1919), nommé évêque auxiliaire de Guadalajara
- Silviano Carrillo Cárdenas (30 juillet 1920 - 10 septembre 1921)
- Agustín Aguirre y Ramos (23 juin 1922 - 7 mai 1942)
- Lino Aguirre García (22 janvier 1944 - 20 août 1969)
- Luis Rojas Mena (20 août 1969 - 4 octobre 1993)
- Benjamín Jiménez Hernández (4 octobre 1993 - 18 mars 2011)
- Jonás Guerrero Corona (18 mars 2011 - 21 septembre 2023)
- Jesús José Herrera Quiñónez, depuis le 21 septembre 2023